# Lusitromina
Lusitromina is een geslacht van weekdieren uit de klasse van de Gastropoda (slakken).

## Soorten
- Lusitromina abyssicola (A. H. Clarke, 1961)
- Lusitromina abyssorum (Lus, 1993)